# Acción del 31 de mayo de 1762
La Acción del 31 de mayo de 1762 fue un enfrentamiento naval menor que tuvo lugar frente a la costa española frente a Cádiz, entre una fragata de la Marina Real Británica y un balandro contra una fragata española durante la guerra anglo-española recientemente declarada (1762-1763). Cuando el barco español se rindió, se descubrió que llevaba un gran cargamento de oro y plata que daría lugar a la mayor cantidad de premios en metálico otorgados a los buques de guerra británicos.

## Antecedentes
La guerra con España tenía solo cuatro meses cuando la Royal Navy envió una fuerza de bloqueo a la costa española. Los objetivos del bloqueo eran bloquear el envío de refuerzos españoles al Caribe, donde La Habana estaba bajo asedio británico, e impedir las operaciones españolas contra Gibraltar o en el Mediterráneo.

## Acción
El 15 de mayo de 1762, la fragata del capitán Herbert Sawyer, el HMS Active de 28 cañones, navegaba en compañía del balandro de 18 cañones Favorite , el capitán Philemon Pownoll, frente a las costas de España, cerca del puerto de Cádiz. Allí avistaron la fragata española Hermione de 26 cañones.

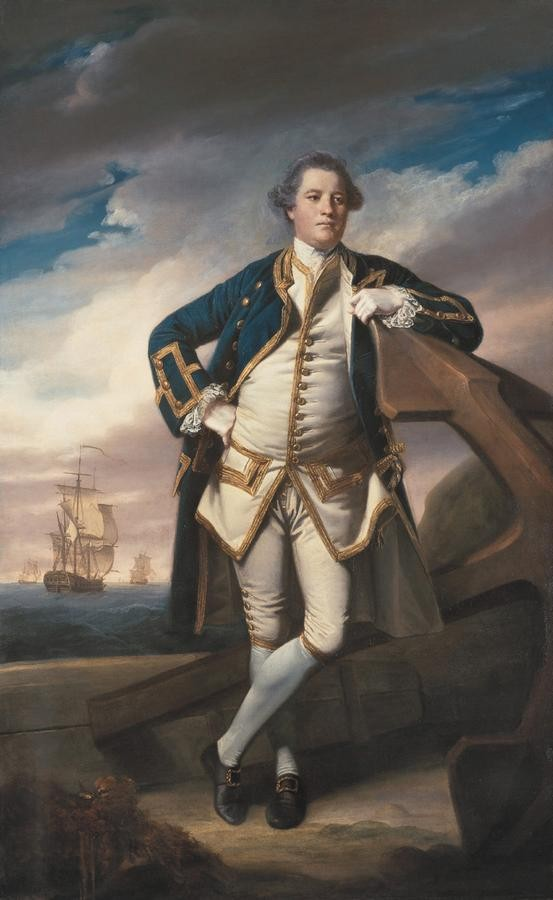
Philemon Pownoll por Joshua Reynolds. Pintado poco después de la batalla

El Hermione, al mando del teniente Juan de Zabaleta, había zarpado del Callao, al oeste de Lima, el 6 de enero de 1762, antes de, y probablemente ignorante, de la declaración de la guerra anglo-española. Al avistar el Activo y el Favorito en la mañana, los oficiales tardaron en prepararse para la batalla, solo reubicaron a los oficiales y pasajeros para dar paso a los artilleros a las diez en punto. Las armas de fuego no se prepararon y la ruta al polvo revista fue desordenada. A la una de la tarde, los barcos británicos viraron y comenzaron a dirigirse hacia el Hermione.. A las tres de la tarde el teniente Francisco Javier Morales de los Ríos, encargado de artillería, advirtió a Zableta que llamara a los puestos de combate, quienes inexplicablemente respondieron negándose a hacerlo hasta después de la cena a las cinco de la tarde.

Los barcos británicos se acercaron al Herminone y dispararon algunas rondas. Los españoles respondieron con una andanada, y luego tanto Activo como Favorito soltaron sus andanadas. Pronto Hermione solo tenía su mástil de mesana todavía en pie. A medida que aumentaban sus bajas, y habiendo perdido la capacidad de maniobra, el capitán español atacó.
Hubo confusión y malentendidos entre los oficiales españoles y Hermione solo logró dos andanadas . Cuando Zableta golpeó sus colores, afirmó que los ingleses habían confundido a la Hermione con una fragata francesa, aunque Morales se estaba preparando para continuar disparando. Cuando los ingleses abordaron, el teniente Zabaleta se rindió sin el acuerdo de los demás oficiales.
Los británicos pronto tomaron posesión; sólo entonces se dieron cuenta de que no se trataba de una fragata corriente cuando descubrieron las riquezas a bordo. Hermione se dirigía a Cádiz con un cargamento de bolsas de dólares, monedas de oro, lingotes de oro y plata, cacao y bloques de estaño.
Sus captores llevaron a Hermione a Gibraltar, y finalmente fue condenada como premio, con su contenido, casco y accesorios valorados en £ 519,705 10 s 0 d , aproximadamente £ 78,1 millones a los precios actuales. Pownoll y Sawyer recibieron cada uno una parte del capitán del premio en metálico de £ 64,872, aproximadamente £ 9,75 millones a los precios de hoy. Los marineros ordinarios recibieron 480 libras esterlinas cada uno, equivalente al salario de treinta años. La concesión del premio sigue siendo un récord.

## Consecuencias
Sawyer y Pownoll eran ahora extremadamente ricos. Pownoll usó su dinero para comprar la propiedad de Sharpham en Ashprington y para construir allí una casa grande diseñada por Robert Taylor y con jardines diseñados por Capability Brown. Fue por esta época que encargó un retrato a Sir Joshua Reynolds.
En cambio, a su regreso a España, Zableta fue juzgado en un consejo de guerra celebrado a bordo del Guerrero en el puerto de Cádiz y condenado a muerte. Posteriormente fue indultado por Carlos III de España y, en cambio, fue despedido de la Armada y cumplió diez años de prisión a pesar de un llamamiento para su liberación y una oferta para financiar la construcción de una fragata para reemplazar el buque perdido. Morales de los Ríos fue suspendido por dos años, durante los cuales sirvió en Xebecs. Otro oficial, el teniente Lucas Galves, fue suspendido por un año.